# Арбатська (станція метро, Арбатсько-Покровська лінія)
55°45′08″ пн. ш. 37°36′22″ сх. д. / 55.75222° пн. ш. 37.60611° сх. д.
«Арбатська» — станція Арбатсько-Покровської лінії Московського метрополітену. Розташована між станціями «Площа Революції» і «Смоленська».
Відкрита 5 квітня 1953 у складі черги «Площа Революції» — «Київська». Станція має статус виявленого об'єкта культурної спадщини. Назву отримала по вулиці Арбат, як і однойменна станція Філівської лінії.

## Технічна характеристика
Конструкція станції — пілонна трисклепінна (глибина закладення — 41 м).

## Колійний розвиток
Станція без колійного розвитку.

## Вестибюлі й пересадки
В 1980-х роках вестибюль було вбудовано в нову будівлю Генерального штабу Міністерства оборони СРСР (пізніше — Міністерства оборони РФ). В 1986 споруджено перехід з центру залу на станцію «Боровицька».
Станція входить до складу найбільшого в Москві пересадного вузла і має переходи на станції: «Бібліотека імені Леніна» Сокольницької лінії, «Олександрівський сад» Філівської лінії і «Боровицька» Серпуховсько-Тимірязєвської лінії. Пересадка на Сокольницьку і Філівську лінії здійснюється через ескалаторний нахил в східному торці вестибюля (також звідти можна вийти в місто до Олександрівського саду і Мохової вулиці). У 1986 в центрі залу споруджені сходи, використовувані для переходу на Серпуховсько-Тимірязівську лінію. Далі розташований місток над коліями у бік «Щолківської», потім — перехід і міжповерхових ескалатор вгору виводить у північний торець «Боровицької».

### Пересадки
- До метростанцій:
  -  Бібліотека імені Леніна
  -  Олександрівський сад
  -  Боровицька
- Автобуси: 144, м1, м2, м3, м6, м27, н2, н11

## Оздоблення
Вестибюль складається з двох прямокутних залів — касового і ескалаторного. Склепіння ескалаторного залу спирається на чотири взаємно пересічні параболічні арки. На стіні навпроти ескалаторної арки спочатку був встановлений портрет І. В. Сталіна, виконаний Г. І. Опришко в техніці флорентійської мозаїки з використанням яшми і порфіру. У 1955 році мозаїка була розібрана за рішенням Радянського уряду.
Внутрішнє оздоблення станції відноситься до стилю «московського бароко», сформованого в результаті синтезу російської архітектури XVII століття з елементами ордерних композицій. Розташування станції в безпосередній близькості до Кремля визначило характер її архітектури в стилі російського зодчества. Архітектори застосували прийом переплетення параболічних арок, які перекинуті поперек станції і несуть на собі всю тяжкість склепінь з малими арками.
Центральний зал має величезну протяжність, і в ньому відсутня замкнута перспектива. Пілони оброблені внизу червоним мармуром «саліеті» і прикрашені виконаними з кераміки букетами квітів. Підлога викладена сірим, червоним і чорним гранітом у вигляді килимового малюнка. Колійні стіни облицьовані глазурованою керамічною плиткою, білою вгорі і чорною внизу. Станційний зал освітлюється підвісними двома рядами люстр у позолоченій бронзовій оправі, декорованих орнаментом. Стіни підхідних коридорів облицьовані сірувато-білим плямистим мармуром з цоколем з червоного мармуру. Біля кожного пілона з боку бічного залу і з боку центрального залу знаходяться лавки.

## Ресурси Інтернету
- Арбатська. Офіційний сайт Московського метрополітену. Архів оригіналу за 10 лютого 2013. Процитовано 4 лютого 2013.(рос.)
- Арбатська на www.metro.ru [Архівовано 5 травня 2021 у Wayback Machine.](рос.)
- Арбатська на news.metro.ru [Архівовано 13 серпня 2012 у Wayback Machine.](рос.)
- Історія станції «Арбатська» [Архівовано 30 грудня 2013 у Wayback Machine.](рос.)
- «Арбатська» на сайті програми «Подземка» (Радио801)(рос.)[недоступне посилання з червня 2019]
- «Арбатська» на KartaMetro.info [Архівовано 24 грудня 2013 у Wayback Machine.] Міський транспорт, виходи в місто і схема станції на супутниковій мапи Москви.